# Calotes manamendrai
Espèce
Calotes manamendrai est une espèce de sauriens de la famille des Agamidae.

## Répartition
Cette espèce est endémique du Sri Lanka.

## Étymologie
Cette espèce est nommée en l'honneur de Kelum Manamendra-Arachchi.

## Publication originale
- Amarasinghe, Karunarathna & Fujinuma, 2014 : A New Calotes Species from Sri Lanka with a Redescription of Calotes liolepis Boulenger, 1885. Herpetologica, vol. 70, no 3, p. 323-338.